# Lekkoatletyka na Letnich Igrzyskach Olimpijskich 1920 – bieg na 400 m przez płotki mężczyzn
Bieg na 400 m przez płotki mężczyzn był jedną z konkurencji lekkoatletycznych na Letnich Igrzyskach Olimpijskich 1920. Zawody odbyły się w dniach 15-16 sierpnia. W zawodach uczestniczyło 19 zawodników z 9 państw.

## Rekordy
| Rekord świata     | 54,2 | John Norton   | Pasadena (USA) | 26 czerwca 1920 |
| Rekord olimpijski | 55,0 | Charles Bacon | Londyn (GBR)   | 22 lipca 1908   |

## Wyniki

### Ćwierćfinały
Ćwierćfinał 1
| Miejsce | Zawodnik        | Czas   | Kwal. |
| ------- | --------------- | ------ | ----- |
| 1       | August Desch    | 57,6   | Q     |
| 2       | Erik Wilén      | 59,0   | Q     |
| 3       | George Gray     | 59,6   |       |
| 4       | František Marek | 1:02,0 |       |

Ćwierćfinał 2
| Miejsce | Zawodnik            | Czas   | Kwal. |
| ------- | ------------------- | ------ | ----- |
| 1       | Wilfrid Kent-Hughes | 57,4   | Q     |
| 2       | Gösta Bladin        | 58,0   | Q     |
| 3       | František Kiehlmann | 1:00,2 |       |
| —       | Marcel Jarrety      | DNF    |       |
| —       | Attie van Heerden   | DNF    |       |

Ćwierćfinał 3
| Miejsce | Zawodnik        | Czas | Kwal. |
| ------- | --------------- | ---- | ----- |
| 1       | John Norton     | 57,6 | Q     |
| 2       | Edward Wheller  | 58,4 | Q     |
| 3       | Georg Lindström | 59,2 |       |
| 4       | Albert Lucas    |      |       |

Ćwierćfinał 4
| Miejsce | Zawodnik                 | Czas | Kwal. |
| ------- | ------------------------ | ---- | ----- |
| 1       | Carl-Axel Christiernsson | 56,4 | Q     |
| 2       | Charles Daggs            | 56,7 | Q     |
| 3       | Julius Wickholm          | 57,9 |       |
| —       | Omer Smet                | DNF  |       |

Ćwierćfinał 5
| Miejsce | Zawodnik     | Czas | Kwal. |
| ------- | ------------ | ---- | ----- |
| 1       | Frank Loomis | 55,8 | Q     |
| 2       | Géo André    | 55,9 | Q     |

### Półfinały
Półfinał 1
| Miejsce | Zawodnik            | Czas | Kwal. |
| ------- | ------------------- | ---- | ----- |
| 1       | August Desch        | 55,4 | Q     |
| 2       | Géo André           | 55,5 | Q     |
| 3       | John Norton         | 56,2 | Q     |
| 4       | Gösta Bladin        | 56,5 |       |
| 5       | Wilfrid Kent-Hughes | 57,0 |       |

Półfinał 2
| Miejsce | Zawodnik                 | Czas | Kwal. |
| ------- | ------------------------ | ---- | ----- |
| 1       | Frank Loomis             | 55,4 | Q     |
| 2       | Carl-Axel Christiernsson | 55,6 | Q     |
| 3       | Charles Daggs            | 55,7 | Q     |
| 4       | Edward Wheller           | 55,8 |       |
| 5       | Erik Wilén               | 56,0 |       |

### Finał
| Miejsce | Zawodnik                 | Czas    |
| ------- | ------------------------ | ------- |
| 1       | Frank Loomis             | 54,0 WR |
| 2       | John Norton              | 54,6    |
| 3       | August Desch             | 54,8    |
| 4       | Géo André                | 54,8    |
| 5       | Carl-Axel Christiernsson | 55,4    |
| 6       | Charles Daggs            | 56,5    |